# Ergí (mitologia)
D'acord amb la mitologia grega, Ergí (en grec antic: Έργίνος) va ser rei dels minies d'Orcomen. Era fill de Climen.
Durant un festival celebrat en honor de Posidó, el seu pare va morir a mans d'un tebà anomenat Perieres, auriga de Meneceu. Ergí, per venjar-lo, va reunir un exèrcit i va marxar contra Tebes. Després d'exterminar molts tebans, va sotmetre la ciutat i va imposar un tractat amb el rei, que exigia, un tribut anyal de cent bous durant vint anys. Hèracles, ho va saber, i quan tornava de caçar el lleó de Citeró es va trobar pel camí els emissaris que anaven a cobrar el tribut anual. Els va tallar el nas i les orelles, que els va lligar al coll, i els va enviar de nou a Orcomen. Ergí, indignat, va tornar a declarar la guerra als tebans. Creont, rei de la ciutat, estava disposat a rendir-se, però Hèracles va cridar a lluitar a tots els joves de la ciutat i ell es va vestir amb una armadura que li havia proporcionat Atena. Es va posar davant de l'exèrcit i va plantar cara a Ergí. Per tal que la cavalleria enemiga no envaís la plana, l'heroi va inundar els camps. Va aconseguir la victòria, però en la batalla va morir Amfitrió, el seu pare adoptiu. Ell mateix va matar Ergí. Creont, com a premi li va donar la seva filla Mègara.
Una tradició diferent explica que Ergí no va morir en el combat, sinó que va tancar un acord amb Hèracles pel qual s'obligava als minies a pagar un tribut doble del que ells havien imposat als tebans. Va reconstruir el territori, i va tornar a acumular una fortuna. Després, per indicació d'un oracle, es va casar i va tenir dos fills, els arquitectes Agamedes i Trofoni.
Hi ha un altre Ergí, fill de Posidó, que de vegades s'identifica amb el rei d'Orcomen. Va participar en l'expedició dels argonautes i quan va morir el timoner Tifis el va substituir. Tot i ser molt jove, tenia els cabells blancs, i quan van passar per Lemnos, això li va valdre la burla de les dones d'aquell país.